# Hana Makhmalbaf
Pour les articles homonymes, voir Makhmalbaf.
Hana Makhmalbaf (en perse: حنا مخملباف) est une réalisatrice iranienne, née le 3 septembre 1988 à Téhéran.

## Biographie
Fille du réalisateur et professeur de cinéma Mohsen Makhmalbaf et sœur de la réalisatrice Samira Makhmalbaf, Hana Makhmalbaf baigne dans le cinéma depuis son enfance.
Elle travaille d'abord comme scripte ou photographe sur les films de son père, de sa belle-mère Marzieh Meshkini ou de sa sœur.
Elle réalise son premier court métrage à l'âge de 9 ans. En 2003, elle est aux commandes du making of de À cinq heures de l'après-midi. La même année, elle publie un recueil de poèmes, intitulé Visa pour un instant.
Hana Makhmalbaf signe avec Le Cahier son premier long métrage de fiction, sorti en 2007. Ce film lui vaut le Prix du meilleur long métrage « Fenêtre sur le monde » lors du Festival du cinéma africain, d’Asie et d’Amérique latine de Milan en 2008.
Son second film, Green Days, est présenté à la Mostra de Venise 2009. Il alterne des séquences documentaires sur la tenue de l'élection présidentielle iranienne qui a eu lieu la même année, et des séquences de fiction sur la condition féminine dans ce pays.

## Filmographie
- 1997 : Le Jour où ma tante est morte (court métrage)
- 2002 : La Joie de la folie (documentaire)
- 2007 : Le Cahier (Buda azsharm foru rikht)
- 2009 : Green Days (Ruzhaye Sabz Iran)